# Brotstraße (Trier)
Die Brotstraße ist eine Straße in der Trierer Innenstadt. Sie ist eine der Hauptgeschäftsstraßen der Stadt und seit 1977 Fußgängerzone.

## Verlauf
Sie ist eine der beiden Straßen, die südlich vom Hauptmarkt wegführen. In der Nähe des Viehmarktplatzes geht sie in die Neustraße über. Sie läuft weitgehend in einem Winkel von etwa 40 Grad zur Fleischstraße, die ebenfalls am Hauptmarkt, etwa 40 m nordwestlich, beginnt und in Richtung Südwesten zur Römerbrücke verläuft.

## Geschichte
Die Straße ist seit 1222 urkundlich belegt, ist jedoch sicherlich älter. Sie ist nach den Verkaufsständen der Bäckerzunft benannt, die einst auf der östlichen Seite des Hauptmarktes standen und sich meist in die Straße weiter fortsetzten.
An der Nordostecke des Kreuzungsbereichs Brotstraße/Konstantinstraße befand sich, auf einem Trümmergrundstück, von 1958 bis Mitte der 1960er Jahre der Imbissstand von „Mutti Krause“. Die Betreiberin Leni Krause (1922–1999) machte Pommes frites als eigenständiges Schnellgericht in Trier populär. Krause und ihr einstiger „Fritten“-Stand (anfangs nicht mehr als eine roh zusammengezimmerte Bretterbude) genießen bis heute (2020) lokale Berühmtheit. Den Imbiss gab Leni Krause auf, um von 1966 bis 1995 eine kleine Gaststätte in der Hosenstraße 22 zu übernehmen (der Altbau aus dem 19. Jahrhundert wurde 2006 abgerissen und durch einen Neubau ersetzt).

## Kulturdenkmäler

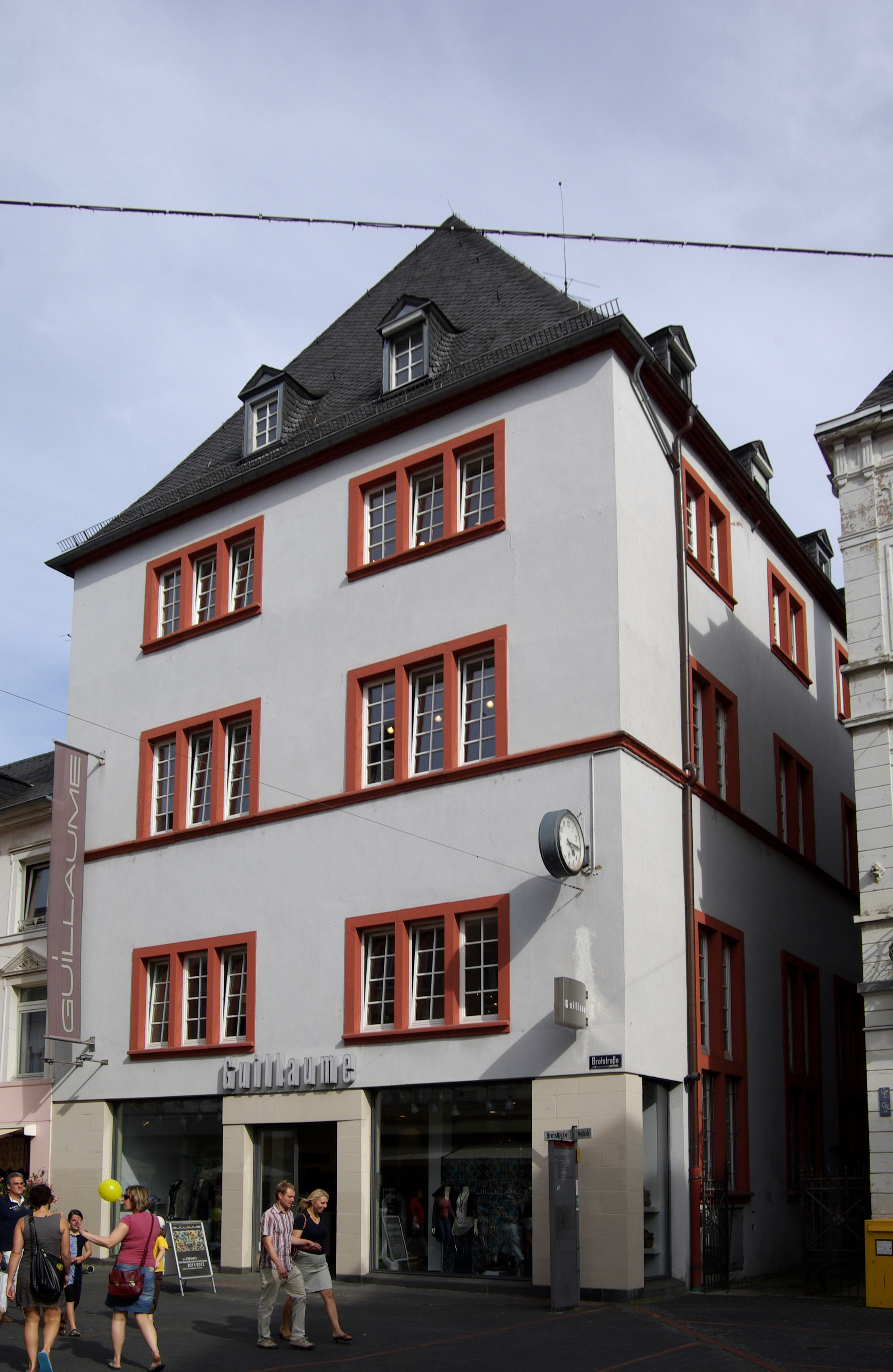
Jesuitenkolleg

In der Brotstraße stehen sechs Kulturdenkmäler und die Denkmalzone Brotstraße 25-27. Viele historische Gebäude in der Straße wurden im Zweiten Weltkrieg zerstört. Die meisten Gebäude entstanden zwischen 1820 und 1850.
An der Straße steht auch das ehemalige Jesuitenkolleg Trier. Am Haus in der Brotstraße 40 befindet sich eine Nischenfigur des Heiligen Philippus sowie in der Brotstraße 41 eine Plastik Johannes des Täufers.
Im Folgenden werden einige herausragende Gebäude näher beschrieben, insbesondere auch solche, von denen heute nichts mehr erhalten ist:

### Bürgerhaus an der Brotstraße 1
Das im Krieg zerstörten Gebäude Brotstraße 1 war ein barockes Bürgerhaus aus dem 18. Jahrhundert. Es stach durch sein breites Gestaltungsspektrum hervor, war jedoch in Bezug auf Schmuckelemente recht schlicht gehalten. Es war zweigeschossig, hatte fünf Achsen sowie einen zentralen Eingang, der über fünf Eingangsstufen zu erreichen war. Das Gebäude hatte ein Mansarddach. Das markante Gebäude fiel einem Luftangriff auf Trier zum Opfer. Ein noch erhaltenes Gebäude in der Krahnenstraße ist ähnlich gestaltet.

### Gebäude in der Denkmalzone Brotstraße 25–27

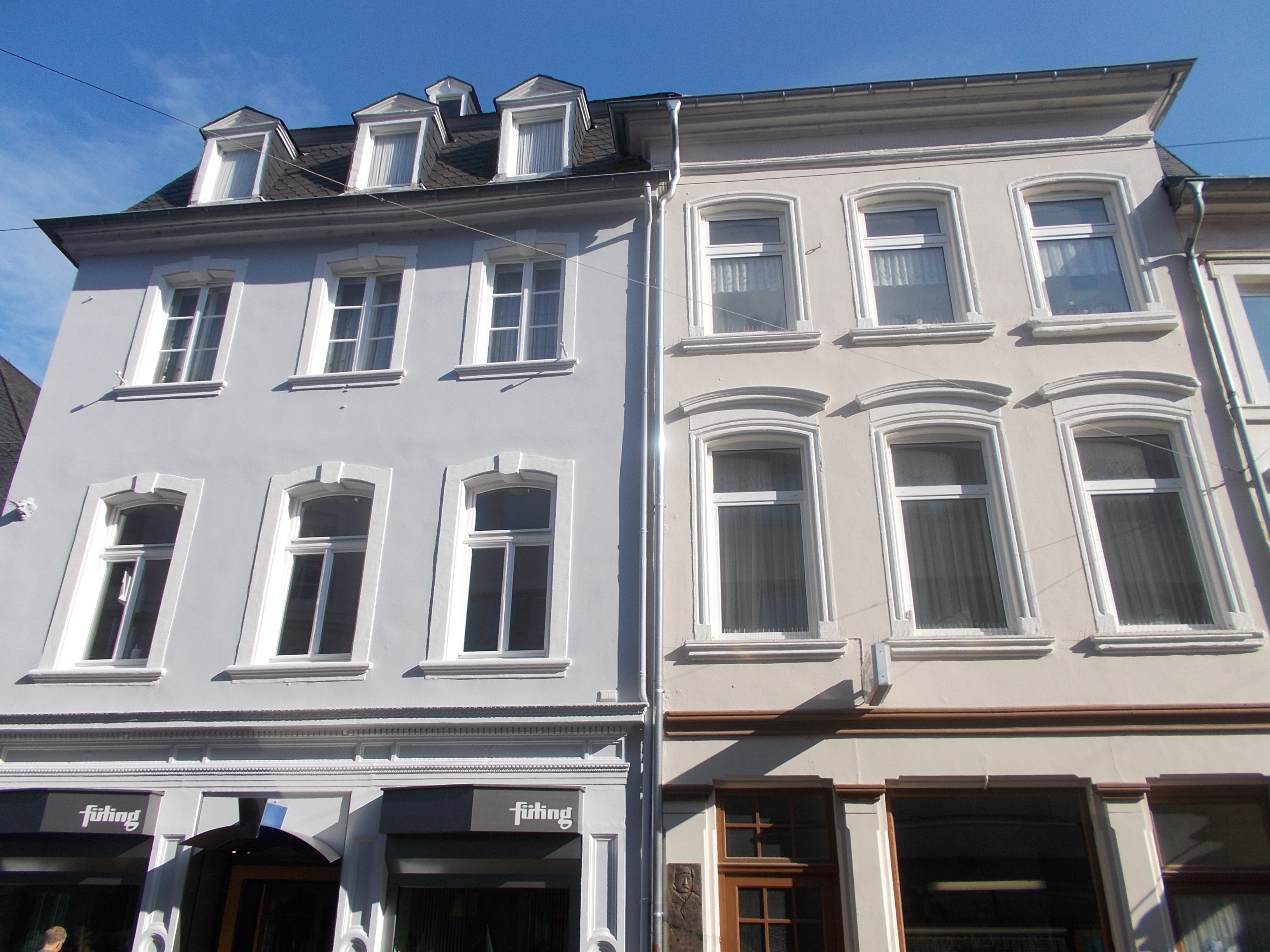
Brotstraße 25/26

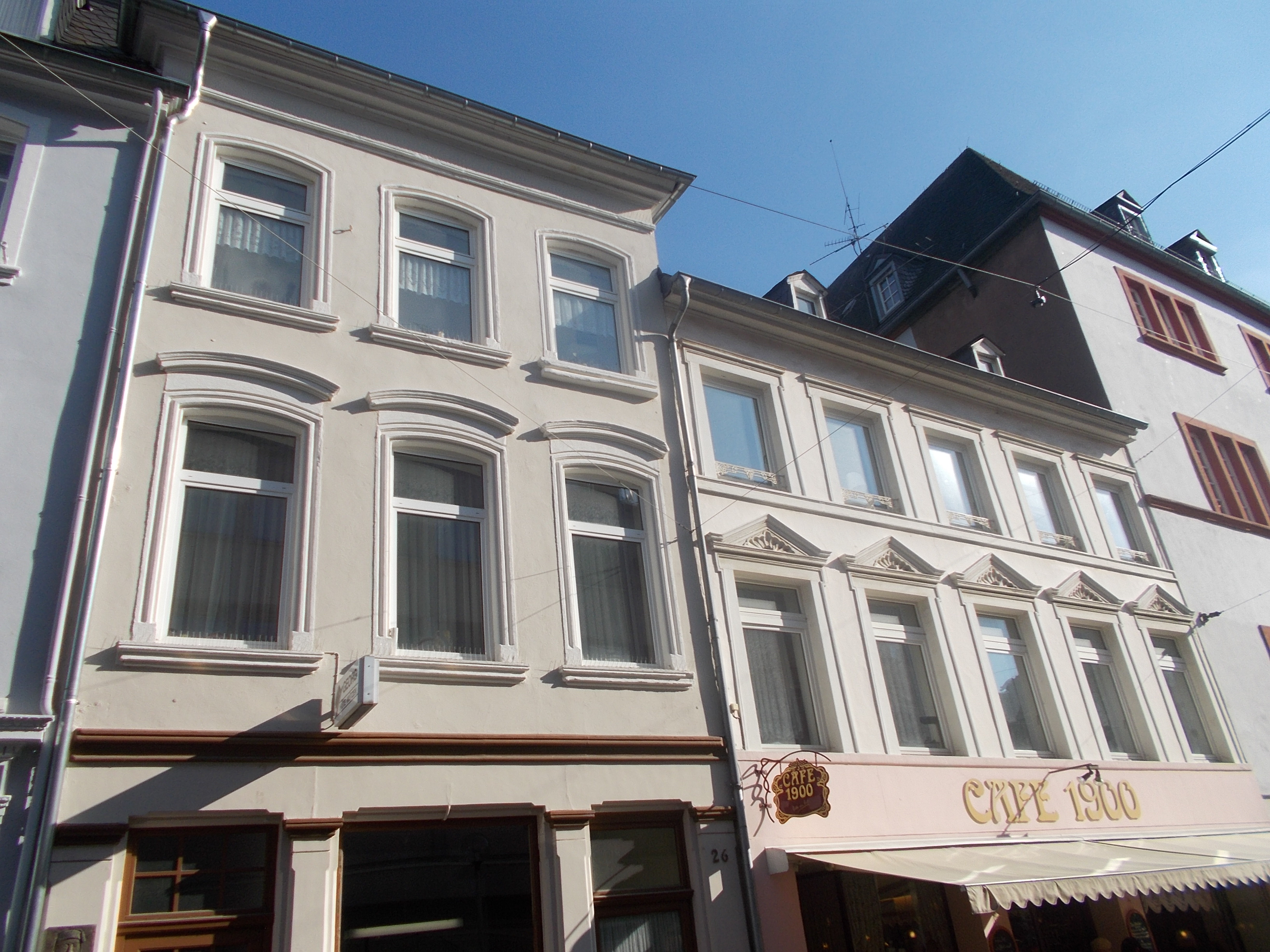
Brotstraße 26/27

Bei den Gebäuden der Denkmalzone handelt es sich um vier dreigeschossige Häuser an der Ecke zwischen dem Renaissancewestflügel des ehemaligen Jesuitenkollegs an der Brotstraße und dem Kollegvorhof an der Jesuitenstraße. Die auffällige Eckbebauung dokumentiert die von der Mitte bis in die 1880er Jahre uneinheitliche Neubebauung und Teilerneuerung von Wohnhäusern, deren älteste heute noch erkennbare Bausubstanz in das 17. und frühe 18. Jahrhundert zurückreicht. Bei dem Umbau zweier Häuser (Eckhaus Nr. 25 und 26) ist der charakteristische Wechsel von der giebelständigen zur moderneren, traufständigen Bauweise sichtbar.
Das Eckhaus Brotstraße 25 mit seinen scheitelsteinbetonten Stichbogengewänden in beiden Obergeschossen ist ein Traufenhaus des 18. Jahrhunderts und geht auf einen 1719 durch die Jesuiten errichteten Neubau zurück. Dieser trat vermutlich noch um 1830 mit einer zweigeschossigen, abgewalmten Giebelfront in Erscheinung und wurde angeblich erst 1869 aufgestockt. Gleichzeitig erfolgte der heute noch bestehende klassizistische Ladeneinbau im Erdgeschoss, für den die Pilasterkapitelle entfernt wurden. Der quer zur Brotstraße tonnengewölbte, tiefe Einraumkeller dürfte noch dem Ursprungsbau des frühen 18. Jahrhunderts zuzuweisen sein. Das in der Jesuitenstraße anschließende, gleich hohe Dreifensterhaus – ebenfalls Brotstraße 25 – richtet sich mit seiner Traufenfassade nach dem um 1867 durch den Baumeister G. König neuverfassten Alignementplan der Jesuitenstraße.
Haus 26 dürfte sogar in das 17. Jahrhundert zurückreichen. Anhaltspunkt für diese Datierung bietet sein rückseitiger, abgewalmter Giebel, der ein noch in der für die Renaissance typischen Tradition stehendes, dreiteiliges und gestaffeltes, reich profiliertes Stockfenster aufweist. Die Straßenfassade ließ der Kaufmann Friedrich Rebmann nach Entwurf des Maurer- und Zimmermeisters Joseph Weis von 1854 neu erbauen. Die Ladenfront wurde um 1900 umgebaut.  Eine Gedenktafel am Haus Nr. 26 weist darauf hin, dass hier am 10. April 1822 das Trierer Original Mathias Joseph Fischer (Fischers Maathes) geboren wurde. Im Haus Nr. 27 befindet sich das „Café 1900“.

### Hausnummer 30
Das Haus Brotstraße 30 stammte aus der Zeit um 1790, ist jedoch nicht mehr erhalten. Obwohl es sich barocker Formen wie der des segmentbogigen und des runden beziehungsweise ovalen Fensters bediente, war sein Erscheinungsbild nicht mehr typisch für den Barock, denn das eher Lagerhafte, was an den Häusern barocken Typs wie auch noch an dem Gebäude Brückenstraße 27 zu finden ist, ist hier gegen eine schmale, mehr in die Höhe orientierte Form ausgewechselt worden; bei einer Breite von drei Achsen betrug die Höhe des Gebäudes bis an den Giebel bereits vier Geschosse, und sogar fünf, wenn man das große und relativ flache Frontispiz mitrechnen sollte. Die Proportionen des Barockbaues waren gleichsam in die Senkrechte gekippt. Eine weitere Veränderung barocker Bauauffassung zeigte sich beim Bürgerbau an der Gestaltung der Fenstergewände. Es ist typisch für die barocken Antikenbezüge im späten 18. Jahrhundert.

### Haus Löwenstein (Hausnummer 31)
Das sogenannte Haus Löwenstein wurde um 1810 von dem Krämer und Stadtrat Grach errichtet. Es war mit dem Haus Fahrstraße 1 über den barock-klassizistischen Tenor verbunden: Die dieser Fassade vorangehende war die barocke Fassade eines dreigeschossigen und möglicherweise siebenachsigen Gebäudes. Der zentrale Eingang bestand wahrscheinlich bereits früher. Die linke und rechte Erdgeschossachse mit ihren breiteren Fenstern und ohne Kellerlichtöffnungen waren vermutlich einst Ladentüren. Interessant ist auch, dass bei dem Umbau bis auf die Rustizierung des Erdgeschosses durchgängig auf ältere Formen zurückgegriffen wurde. Die erhabenen Putzfelder zwischen den Stockwerken waren barocker Herkunft, ebenso die ebenfalls barocken Ecklisenen. Fremde Formen fehlten völlig. Mit seinem ionischen Pilaster am Eingang ähnelte es dem Schloss Monaise bei Zewen. Einige Teile der Fassade und der Portale wurden jedoch wieder aufgebaut.

### Hausnummer 32

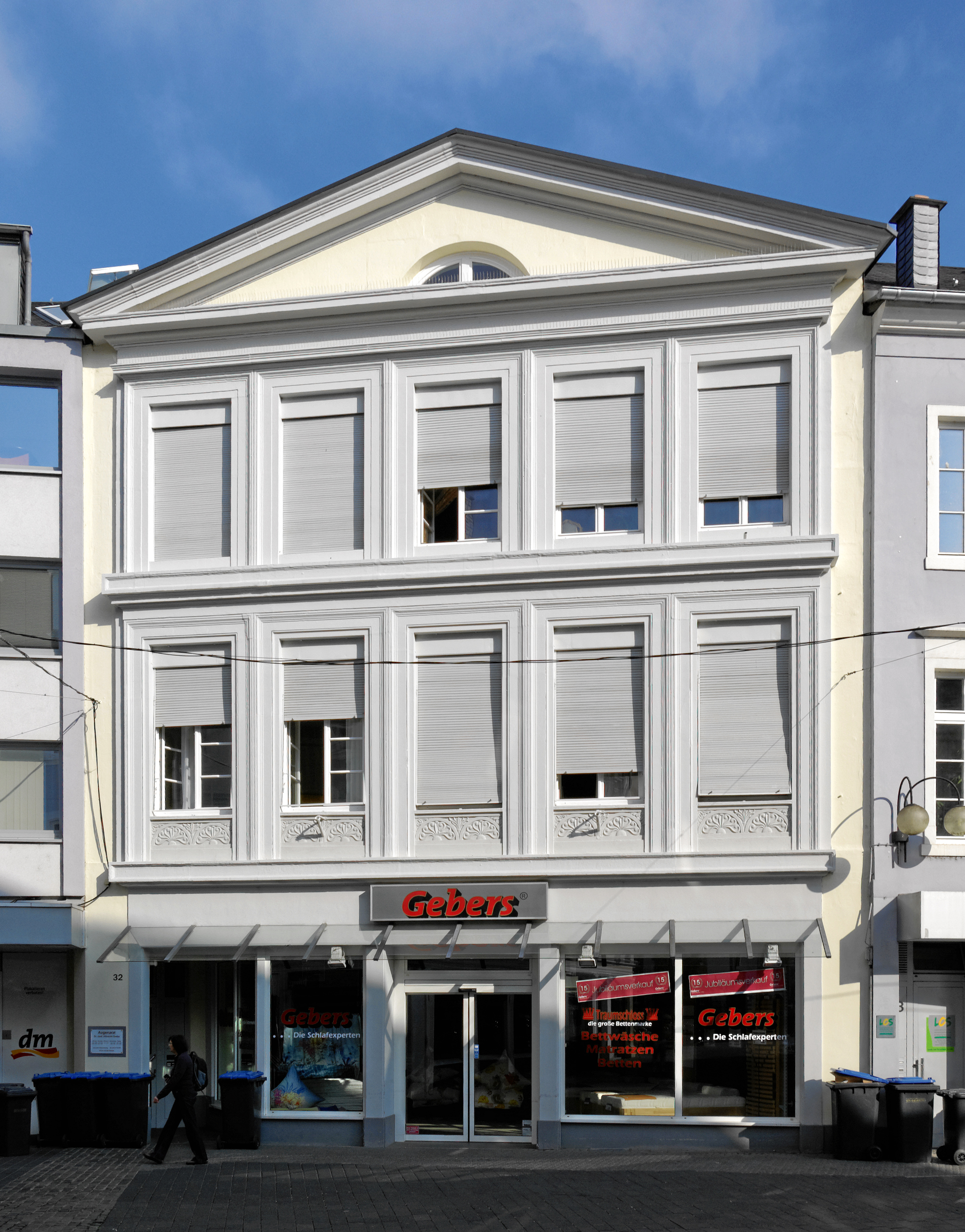
Brotstraße 32

Die Fassade des 1832 für den Buchdrucker und Stadtrat Jakob Lintz erbauten, 1944 kriegszerstörten Wohnhauses an der Hausnummer 32 liegt über dem Keller eines hochmittelalterlichen Vorgängerbaus. Dieser erhielt seinen Hausnamen „Zur Geiß“ nach einem gleichnamigen Bewohner aus der zweiten Hälfte des 15. Jahrhunderts. Die beeindruckenden Kellerfragmente lassen eine in mindestens 2 × 3 Jochen kreuzgratgewölbte Pfeilerhalle des 12./13. Jahrhunderts erschließen. Ihre abgeschrägte und geknickte straßenseitige Wand dokumentierte die alte Bauflucht der Brotstraße. Herausragendes Merkmal, das schon an dem um 1800 erbauten Haus Brückenstraße 31 vorformuliert wurde, ist das sich über die gesamte Frontlänge erstreckende dreieckige und flachgeneigte Frontispiz, das als antikisierendes Repräsentationsmotiv die Fassade abschließt. Das Gebäude ist, wie bereits erwähnt, nicht mehr erhalten, jedoch wurde die Fassade zum Teil rekonstruiert.

### Hausnummer 34
Das Alter des Gebäudes ist nicht geklärt. Je nach Datierung stammt das Gebäude an der Brotstraße 34 entweder aus dem Jahr 1813 und wurde von dem Stadteinnehmer Lorenz Ladner errichtet, oder es entstand erst im Jahr 1822. Aufgrund der in Trier besonders für die 1820er Jahre typischen Fassadengestaltung ist die spätere Jahreszahl wahrscheinlicher. Architekt war der stadtbekannte Baumeister Johann Georg Wolff. Das Gebäude ist eines der frühesten bekannten Gebäude Wolffs. Die Bezüge zu den für ihn typischen Formquellen sind hier jedoch noch nicht so deutlich ausgeprägt.

### Zur Blauen Hand(Hausnummer 41/42)

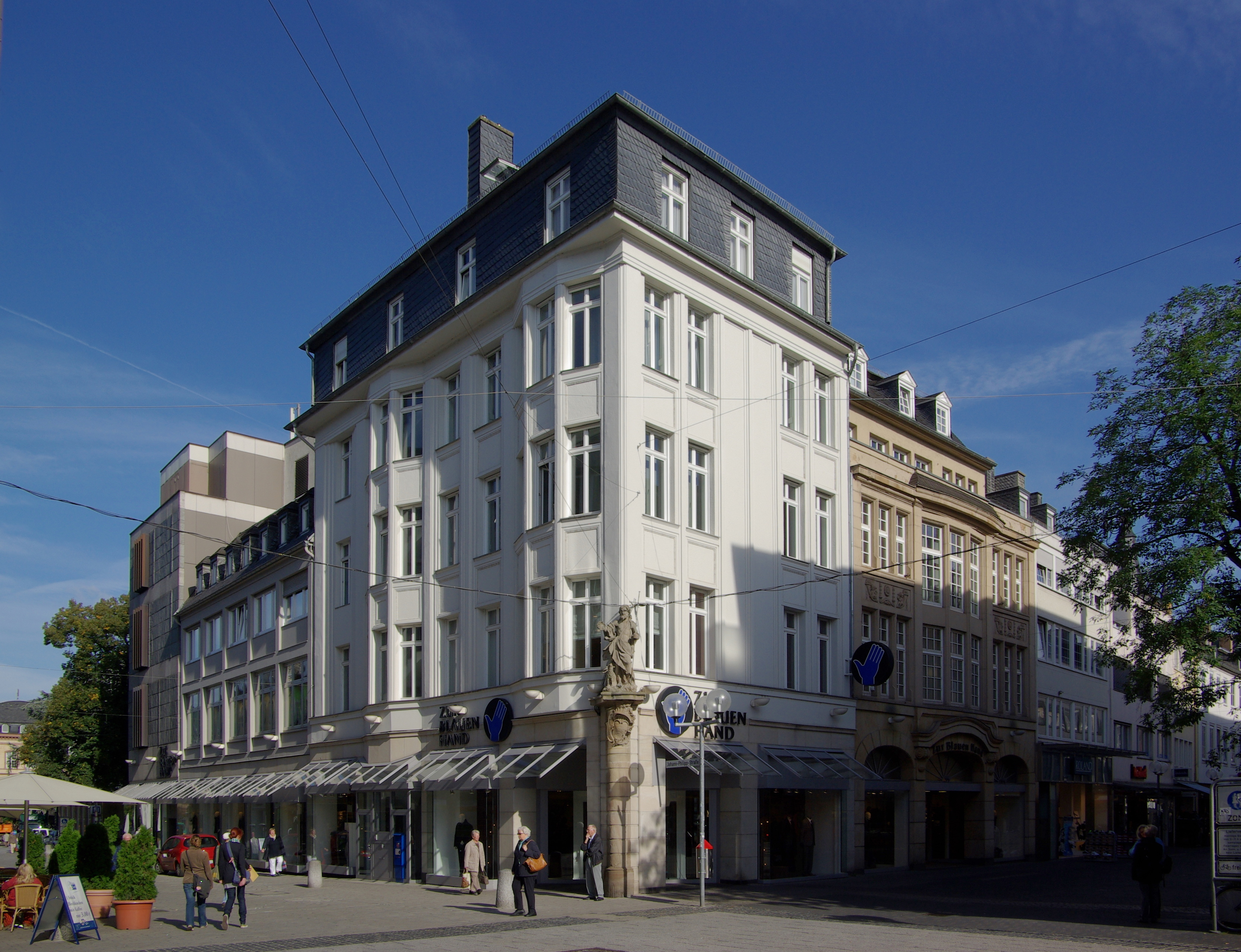
Brotstraße 41

Brotstraße 42

Im Gebäude befindet sich das Geschäft Zur blauen Hand, das 1797 in Trier gründet wurde. Der ungewöhnliche Name rührt vom Stofffärben mit Indigo her, das der Gründer des Unternehmens als erster in Trier eingeführt hatte (und das heute noch für Jeans üblich ist). Da die blaue Farbe auch an seinen Händen haftete, wenn er Kunden bediente, erhielten er und sein Geschäft den Spitznamen.

### Hausnummer 45
Das Haus an der Brotstraße 45 wurde wahrscheinlich um 1820 errichtet. Nach Art und Intensität der Ornamentik der Fassade sowie vergleichender Datierung jedoch erscheint die Errichtung in der Zeit um 1830 wahrscheinlich. Die erste Hälfte der 1820er Jahre ist gekennzeichnet durch eine eher verhaltene Ornamentik, wie auch am oben erwähnten nicht mehr erhaltenen Gebäude an der Brotstraße 34 und am Kasino Kornmarkt zu sehen ist. 
Möglicherweise ist auch dieses Gebäude von Wolff, denn die ädikulaartigen Verdachungen der beiden äußeren Beletagefenster finden sich in ähnlicher, wenngleich weniger reduzierter Form auch am Kasinobau. Die vegetabilen Giebelfelder mit den Eckakroterien im Brüstungs- und Sturzbereich des Erkers zeigte der Schinkelbau des Gebäudes an den Fensterverdachungen des Obergeschosses. Die sich verjüngenden Konsolen, die den zweiten Erkerstock tragen, zeigen Wolffs Bauten Neustraße 15. Es besteht zudem Ähnlichkeit mit Berliner Bauten des ersten Jahrzehntes des 19. Jahrhunderts.

## Sonstige bemerkenswerte Gebäude

### Hausnummer 24
In der heutigen Filiale eines Geldinstituts befand sich bis 1986 das Kino Capitol. 1937/38 errichtet, wurde es im Zweiten Weltkrieg zerstört und 1949 wiedereröffnet. Nach aufwendigem Umbau, dem auch der mittelalterliche Keller zum Opfer fiel, bezog 1987 eine Filiale der Dresdner Bank das Gebäude. Nach deren Fusion, 2009, mit der Commerzbank übernahm diese die Filiale und schloss 2016 ihre bisherige Filiale an der Simeonstraße 58.

### Eckhaus Brotstraße/Johann-Philipp-Straße 1
Das 1897 errichtete Bekleidungshaus kam nach dem Zweiten Weltkrieg an die Modekette Hettlage. Die Filiale für Damenmode erhielt 1967 eine Fassadenverkleidung aus weißen Plastikquadern, dem Stil der Hortenkachel entfernt ähnelnd. Nachdem die Hettlagefiliale in die Grabenstraße umgezogen war (und Ende 2000 schloss), erfolgte 1993 eine Teilrekonstruktion der Fassade, bei der auch der zuvor entfernte Erker wiederhergestellt wurde – jedoch aus Metall statt aus Stein. Auffällig ist die über dem Eingang an der Hausecke thronende, 1758 von Joseph Amling(er) geschaffene, weiß gefasste Sandsteinfigur des hl. Philippus.